# Lubomír Blaha
Lubomír Blaha (* 28. března 1978, Uherský Brod) je český fotbalista, útočník. Jeho otcem je fotbalový trenér Lubomír Blaha.

## Fotbalová kariéra
Hrál za FC Baník Ostrava, 1. FC Synot Staré Město, AC Sparta Praha, FC Slovan Liberec, Zlín, FC Viktoria Plzeň, FK Kubáň Krasnodar, Aberdeen FC, FC Spartak Trnava, FK Viktoria Žižkov a FK Dukla Praha. V evropských pohárech nastoupil v 8 utkáních. V české lize nastoupil ve 108 utkáních a dal 14 gólů. Vysoký útočník takřka neporazitelný ve vzdušných soubojích, dostatečně rychlý se smyslem pro kombinaci, často spálí i vyloženou šanci. V sezoně 2016/2017 nastupuje za divizní ČSK Uherský Brod.

## Ligová bilance
| Ročník                          | Zápasy | Góly | Klub               |
| ------------------------------- | ------ | ---- | ------------------ |
| Gambrinus liga 1997/98          | 2      | 0    | FC Baník Ostrava   |
| Gambrinus liga 2000/01          | 25     | 3    | 1. FC Synot        |
| Gambrinus liga 2001/02          | 14     | 6    | 1. FC Synot        |
| Gambrinus liga 2001/02          | 7      | 0    | AC Sparta Praha    |
| Gambrinus liga 2002/03          | 12     | 1    | FC Tescoma Zlín    |
| Gambrinus liga 2002/03          | 11     | 3    | FC Slovan Liberec  |
| Gambrinus liga 2003/04          | 27     | 1    | FC Viktoria Plzeň  |
| Scottish Premier League 2004/05 | 8      | 0    | Aberdeen FC        |
| Gambrinus liga 2004/05          | 2      | 0    | FC Slovan Liberec  |
| Corgoň liga 2005/06             | 15     | 9    | FC Spartak Trnava  |
| Corgoň liga 2006/07             | 15     | 2    | FC Spartak Trnava  |
| Gambrinus liga 2007/08          | 8      | 0    | FK Viktoria Žižkov |
| 2. česká fotbalová liga 2008/09 | 19     | 4    | FK Viktoria Žižkov |
| CELKEM 1. liga                  | 146    | 25   |                    |